# Comtesse de Vichy
La Comtesse de Vichy est une marque commerciale désignant un fromage français au lait cru de vache (jusqu'en 2023), à pâte molle pressée et croûte naturelle. Il est fabriqué par la Fromagerie des Pays d'Urfé à Saint-Just-en-Chevalet, à la limite de la Montagne bourbonnaise, dans le nord-est du département de la Loire et affiné par la Société Laitière de Vichy à Creuzier-le-Vieux, dans le sud-est du département de l'Allier. 

## Description
Créé en 2004 à l'initiative du fromager vichyssois Jean-Luc Genin, il se présente sous une forme ronde à la croute blanche légèrement duveteuse avec parfois des zones de couleur crème suivant l'affinage. Il est cerclé d'écorce d'épicéa pour que, lors de son égouttage réalisé par pression de façon traditionnelle, sa pâte ne s'échappe pas. Le fromage est ensuite lavé à l'eau salée puis affiné pendant un mois en cave sur des planches d'épicéa ce qui lui donne, en plus du cerclage d'écorce, une saveur boisée. Son goût se rapproche de celui du coulommiers,.
La Comtesse de Vichy est produite en version 180 grammes, 350 grammes et 550 grammes. Il existe des versions aux noix, aux truffes, à l'ail des ours ou aux fleurs.

### Changement de formule
Le 3 février 2023, la Société laitière de Vichy procède à un rappel d'une trentaine de fromages en raison d'une possible contamination à la listeria sur le site de Saint-Just-en-Chevalet. En conséquence, la recette est modifiée : le lait cru est remplacé par du lait pasteurisé. 

## Production
Le fromage est fabriqué par la Fromagerie des Pays d'Urfé, à Saint-Just-en-Chevalet, à partir de lait de la Montagne bourbonnaise.

## Récompenses
- Concours général agricole au Salon international de l'agriculture :
  - Médaille d'argent en 2019[7].
  - Médaille de bronze en 2020[8].
  - Médaille d'or en 2024[5].